# McLaren MCL33
A McLaren MCL33 egy Formula–1-es versenyautó, mely a 2018-as Formula–1 világbajnokság során volt a McLaren-csapat autója. Az autókat a kétszeres világbajnok Fernando Alonso és Stoffel Vandoorne vezették, valamint tesztpilótaként az abban az évben európai Formula–3-as bajnok, Lando Norris. Ez volt a csapat első autója, melyet Renault-motorral szereltek (bár 1993-ban egyszer már majdnem megtörtént), miután három sikertelen év után szerződést bontottak a Hondával. Az autó új színekben pompázott, papaja-narancssárgában és kékben, melyek részben a klasszikus McLaren-színeket idézik, részben pedig az előző évi Indy 500-on indított McLaren-Andretti-Honda színeit másolta.

## Fejlesztés
Miután az előző év szeptemberében a csapat szerződést bontott a Hondával az évek óta tartó sikertelenség és megbízhatatlanság miatt, új partner után néztek. A Renault motorjai voltak a legideálisabb választás, csakhogy a gyár jelezte, hogy két partnere (Red Bull és Toro Rosso), valamint gyári csapata mellett nem tudna még egy csapatot kisegíteni. A tárgyalások közben úgy esett, hogy a Toro Rosso és a Renault viszonya megromlott, így kézenfekvővé vált, hogy a két csapat cseréljen motort.
Ez megtörtént, csakhogy ez számos kihívást tartogatott Tim Goss tervező és a többiek számára. Ugyanis az új kasztni még a Honda motorja köré épült, és annak az elrendezése teljesen más volt, mint a Renault-é. Ezért a váltót és a hátsó felfüggesztést teljesen át kellett tervezni, hogy elférjen. A hely mégis kevés volt,amely a tesztek során derült ki. A motor annyira túlmelegedett, hogy rendszeresen meghibásodott, így a borításra több helyen újabb és újabb réseket kellett vágni a megfelelő hűtés érdekében. Később kisebb áttervezésekkel lettek úrrá a problémán.
A kasztni az MCL32-es továbbfejlesztése volt. Elhagyták a motorborítás meghosszabbított részét (a "cápauszonyt") és a T-szárnyat, felszerelték viszont a pilóta feje felé a becsapódásoktól védő keretet, a "glóriát".

## Évad
A szezon előtti teszteken Fernando Alonso lelkendezve beszélt a Renault motor teljesítményéről - annak ellenére is, hogy számos nehézség hátráltatta őket, az elektronika és a hidraulikus rendszer is többször meghibásodott. Különösen kínos volt ez a csapat számára azért, mert a lesajnált Toro Rosso-Honda egyetlen hiba nélkül teljesítette az összes tesztnapot.
A szezonnyitó ausztrál nagydíjon ugyan a Q2-ben kiestek az időmérő edzés során, viszont remek rajtot vettek. Alonso ötödik, Vandoorne kilencedik lett, amellyel 12 pontot szereztek, amellyel azonnal el is érték a Honda-éra legjobb eredményét, illetve máris több pontot gyűjtöttek egy versenyen, mint az előző évben. A várt sikerek azonban elmaradtak. A Spanyol Nagydíjon új aerodinamikai elemekkel szerelték fel az autót (többek között egy áttervezett, háromnyílású orral), ami Alonso szerint sokkal vezethetőbbé vált. Amikor azonban a francia és a német futamokon is nehéz versenyük volt, lázasan kezdte keresni a csapat a hiba okát. Elismerték, hogy a kasztni mégsem olyan jó, sőt rosszabb, mint az előző évi, és hogy a szabadedzések jobbára arról szólnak, hogy próbálják a hibákat keresni, ami a tényleges fejlődés gátja. Nem könnyítette meg a helyzetüket, hogy a vezető tervező, Tim Goss, hosszú évek után távozott a csapattól az azeri nagydíjat követően.
Miután az autó, a többi csapattal ellentétben, nem kapott fejlesztéseket az év során, egyre inkább kezdett visszaesni a mezőnyben, és a sereghajtó Williams mellett egyre többször szerepelt a két McLaren. A csapat végül 62 ponttal a hatodik helyen zárt.
A szezonzáró futamon, mely Fernando Alonso búcsúversenye is volt, a 14-es rajtszámú autó speciális festést kapott.

## Eredmények
| Év   | Csapat  | Motor          | Gumik   | Pilóták           | Versenyek | Versenyek | Versenyek | Versenyek | Versenyek | Versenyek | Versenyek | Versenyek | Versenyek | Versenyek | Versenyek | Versenyek | Versenyek | Versenyek | Versenyek | Versenyek | Versenyek | Versenyek | Versenyek | Versenyek | Versenyek | Pontok | Konstruktőri helyezés |
| Év   | Csapat  | Motor          | Gumik   | Pilóták           | AUS       | BHR       | CHN       | AZE       | ESP       | MON       | CAN       | FRA       | AUT       | GBR       | GER       | HUN       | BEL       | ITA       | SIN       | RUS       | JPN       | USA       | MEX       | BRA       | ABU       | Pontok | Konstruktőri helyezés |
| 2018 | McLaren | Renault R.E.18 | Pirelli |                   |           |           |           |           |           |           |           |           |           |           |           |           |           |           |           |           |           |           |           |           |           |        |                       |
| 2018 | McLaren | Renault R.E.18 | Pirelli | Fernando Alonso   | 5         | 7         | 7         | 7         | 8         | Ki        | Ki        | 16†       | 8         | 8         | 16†       | 8         | Ki        | Ki        | 7         | 14        | 14        | Ki        | Ki        | 17        | 11        | 62     | 6.                    |
| 2018 | McLaren | Renault R.E.18 | Pirelli | Stoffel Vandoorne | 9         | 8         | 13        | 9         | Ki        | 14        | 16        | 12        | 15†       | 11        | 13        | Ki        | 15        | 12        | 12        | 16        | 15        | 11        | 8         | 15        | 14        | 62     | 6.                    |

Megjegyzés:
- † – Nem fejezte be a futamot, de rangsorolva lett, mert teljesítette a versenytáv 90%-át.